# Cranford (Londres)
Pour les articles homonymes, voir Cranford (homonymie).
Cranford est une zone anglaise située à l'Ouest de Londres, dans le borough londonien de Hounslow.